# Felip Olivelles
Felip Olivelles (auch Felip Olivellas, * um 1657 in Barcelona; † 1702 in La Bisbal del Penedès) war ein katalanischer katholischer Priester, Kirchenmusiker, Kapellmeister und Komponist.

## Leben und Werk
Ursprünglich wurde Francesc Olivelles von seinem Vater in die Musik eingeführt. 1667 erschien über ihn eine biografische Skizze. In dieser wurde beschrieben, dass er mit seinen zwei Brüdern Esteve und Enric Sänger in der Escola der Kathedrale von Barcelona war. Dort war er Schüler von Lluís Vicenç Gargallo. Er lebte dort, bis er 1672 in den Stimmbruch kam.
1677 erhielt er die Position des Kapellmeisters der Kathedrale von Tarragona. 1679 trug man ihm den Posten des Kapellmeisters im Palau de la Comtessa in Barcelona an, den er bis 1700 innehatte.
Aus seinem kompositorischen Werk muss insbesondere das Stabat mater erwähnt werden, das in seiner Zeit regelrecht berühmt wurde. Er schrieb auch Villancicos wie Un copo con gusto für dreizehn Stimmen und Violinenbegleitung, Oh qué dulces finezas für drei Stimmen und ein Salve für sechs Stimmen und Violinen. Seine durch die Romantik geprägte Musik wird in der Katalanischen Nationalbibliothek, in der Pfarrei von Canet de Mar und in der Bibliothek der Kathedrale von Girona aufbewahrt. Olivelles gehörte mit Joan Barter, Miquel López und Francesc Soler zu denjenigen Komponisten des ausgehenden 17. Jahrhunderts, die die barocke Vokallyrik in Katalonien stärkten.